# Chemical Abstracts Service

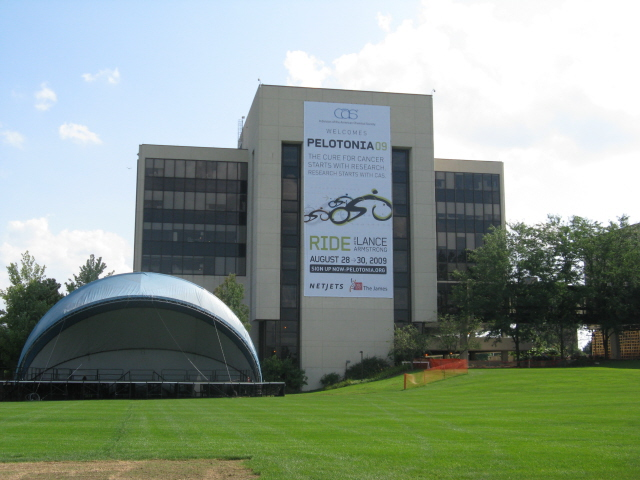
Будівля Chemical Abstracts Service Building B у серпні 2009. Колумбус (Огайо)

Chemical Abstracts Service (скорочено CAS) засновано у 1907 році як відділення Американського хімічного товариства (англ. American Chemical Society). Його видавничому органу — Chemical Abstracts поставлено завдання реферування та індексації усіх релевантних публікацій з хімії. CAS є відомим своїми величезними базами даних хімічних сполук та ідентифікацією сполук у даних за допомогою номера CAS. У вересні 2009 року число внесених у базу даних органічних та неорганічних сполук досягло 50 000000. Продукти пропоновані CAS на ринку є як правило комерційні. Окрім номера CAS також важливим для науковців є доступ до мережі STN (The Scientific & Technical Information Network).
Ще однією з баз даних CAS є CAmS, яка широко використовується у університетських бібліотеках чи на підприємствах. Бюро CAmS знаходиться у Колумбусі (Огайо)

## Software
При закупівлі ліцензії CAS дає комп'ютерну програму SciFinder для онлайнового пошуку у своїх базах даних. Дещо обмежена версія SciFinder Scholar часто використовується в освітніх закладах.